# Estatut d'Autonomia de Galícia de 1936
L'aprovació de l'Estatut d'Autonomia de Galícia de 1936 va ser fruit fonamentalment de la feina feta pel Partit Galleguista.
El projecte definitiu d'estatut no va arribar fins que el 1932 el batlle de Santiago de Compostel·la, Raimundo López Pol, va convocar tots els ajuntaments del país per a debatre el text. Així, a una assemblea el desembre del mateix any es va aprovar el document definitiu amb el suport del 77% dels ajuntaments gallecs, que representaven el 84,7% de la població. Però el procés es va haver de paralitzar per mor de l'arribada del Bienni negre, i només es tornaria a recuperar després del triomf del Front Popular el febrer de 1936.
Quan aquest any, i per no perdre la carrera de l'Estatut, el Partit Galleguista va haver d'optar a favor del Front Popular la crisi interna fou molt aguda, i un sector important, l'anomenada dreta galleguista, varen separar-se del PG encara que després col·laborassin en el referèndum.
La campanya pel sí va ser espectacular. Va cridar l'atenció del món sencer. Cartells de Castelao, Lois Seoane, Isaac Díaz Pardo, etc.
El 28 de juny de 1936 es va celebrar el plebiscit de l'estatut, en què va votar el 74,56% del cens electoral, amb 993.351 dels vots a favor i 6.161 en contra. 1.451 persones votaren en blanc.
El 15 de juliol de 1936, només tres dies abans la temptativa de cop d'estat que va desencadenar la guerra civil (18 de juliol), Gómez Román (secretari del Partit Galleguista) i Castelao (diputat) entregaven al President de les Corts el text de l'estatut aprovat en referèndum; mai va poder entrar en vigor per mor del triomf del bàndol nacional a Galícia després de l'aixecament feixista de Franco.
Les Corts republicanes traslladades a Catalunya varen admetre a tràmit l'estatut el febrer de 1938, sense que s'arribàs a discutir ni aprovar.